# سفید ویرجینیای غربی
سفید ویرجینیای غربی (نام علمی: Pieris virginiensis) گونه‌ای پروانه است که در تیره کاهی‌بالان و سرده پروانه‌های سپیدباغی قرار دارد.

## ظاهر
- پهنای بال: ۴٫۵ تا ۵٫۵ سانتی متر
- رنگ: سفید

## زیستگاه
- دریاچه‌های بزرگ در طول رشته‌کوه آپالیشین، از ایالت‌های نیو انگلند آمریکا تا آلاباما. قسمت جنوبی انتاریو.